# Coleophora espunaella
Coleophora espunaella é uma espécie de mariposa do gênero Coleophora pertencente à família Coleophoridae.